# 關西國際機場航點列表
關西國際機場航點列表是一份收錄關西國際機場所現今航空公司與航點的列表。

## 國內線（日本）
▲是低成本航空公司。
 日本航空 (JAL)【寰宇一家】
東京-羽田、札幌
 日本越洋航空 (JTA)【寰宇一家】
沖繩-那霸、石垣
 捷星日本航空 (JJP) ▲
札幌、東京-成田、高知、福岡、熊本、沖繩-那霸
 全日本空輸 (ANA)【星空聯盟】
札幌、東京-羽田、福岡、沖繩-那霸、宮古、石垣
女滿別（季節性）
 星悅航空 (SFJ)
東京-羽田
 樂桃航空 (APJ) ▲
釧路、札幌、仙台、東京-成田、新潟、松山、福岡、長崎、宮崎、鹿兒島、沖繩-那霸、石垣
 香草航空 (VNL) ▲
奄美

## 國際線
▲是低成本航空公司。

### 第一航廈北翼

#### 東亞
全日本空輸 (ANA) 【星空聯盟】
北京-首都、上海-浦东、杭州、大连、青岛、香港
 香草航空 (VNL)  ▲【價值聯盟】
臺北（2019年5月7日停辦）
 大韓航空 (KAL) 【天合聯盟】
首爾-仁川、首爾-金浦、釜山、濟州
 韓亞航空 (AAR) 【星空聯盟】
首爾-仁川、首爾-金浦
 釜山航空 (ABL) ▲
釜山、大邱
 首爾航空 (ASV) ▲
首爾-仁川
 山东航空 (CDG)
青岛、济南、昆明、乌鲁木齐(经青岛)
 天津航空 (GCR)
天津、西安
 海南航空 (CHH)
深圳、海口
 奧凱航空 (OKA)
天津
 祥鹏航空 (LKE) ▲ 【優行聯盟】
徐州
 長榮航空 (EVA) 【星空聯盟】
臺北、高雄
 國泰航空 (CPA)
香港、臺北
 香港航空 (CRK)
香港
 香港快運航空 (HKE) ▲ 【優行聯盟】
香港

#### 東南亞
馬來西亞國際航空 (MAS) 【寰宇一家】
吉隆坡
 全亞洲航空 (XAX) ▲
吉隆坡、檀香山、臺北
 泰國國際航空 (THA) 【星空聯盟】
曼谷-蘇萬那普
 泰國全亞洲航空 (TAX) ▲
曼谷-廊曼
 酷鳥航空 (NCT) ▲【價值聯盟】
曼谷-廊曼
 越捷航空 (VJA) ▲
河內、胡志明市
 越南太平洋航空 (PIC) ▲
河內
 捷星亞洲航空 (JSA) ▲
新加坡(經臺北、克拉克、馬尼拉)、
臺北、克拉克、馬尼拉

#### 南亞
印度航空 (AIC) 【星空聯盟】
香港、新德里(經香港)、孟買(經香港)

#### 美洲
達美航空 (DAL) 【天合聯盟】
檀香山
 聯合航空 (UAL) 【星空聯盟】
舊金山、關島
 夏威夷航空 (HAL)
檀香山
 加拿大航空 (ACA) 【星空聯盟】
溫哥華（2019年6月1日復辦、季節性）

#### 歐洲
芬蘭航空 (FIN) 【寰宇一家】
赫爾辛基
 西伯利亞航空 (SBI) 【寰宇一家】
符拉迪沃斯托克（季節性）

#### 大洋洲
新西蘭航空 (ANZ) 【星空聯盟】
奧克蘭（季節性）

### 第一航廈南翼

#### 東亞
日本航空 (JAL) 【寰宇一家】
臺北、上海-浦东、曼谷-蘇萬那普、檀香山、洛杉磯
 捷星日本航空 (JJP) ▲
臺北、香港、馬尼拉
 易斯達航空 (ESR) ▲【優行聯盟】
首爾-仁川、釜山、濟州
 真航空 (JNA) ▲
首爾-仁川、釜山
 德威航空 (TWB) ▲
首爾-仁川、釜山、濟州、大邱、關島
 中國國際航空 (CCA)【星空聯盟】
北京-首都、上海-浦东、大连、杭州、
天津(经大连) 、成都
 中國東方航空 (CES)【天合聯盟】
上海-浦东、北京-首都、南京、
昆明(经上海或長沙)、青岛、成都(经南京)、
西安(经青岛)、煙台、宁波、长沙、延吉
 中國南方航空 (CSN)
广州、上海-浦东、沈阳、哈尔滨、郑州、
贵阳、深圳、武汉、长沙、三亚(经广州)
 上海航空 (CSH)【天合聯盟】
上海-浦东、郑州(经上海)
 吉祥航空 (DKH)【星空聯盟】
上海-浦东、银川(经上海)、南京
 深圳航空 (CSZ)【星空聯盟】
北京-首都、无锡、深圳、南通
 厦門航空 (CXA)【天合聯盟】
厦门、福州、杭州
 北京首都航空 (CBJ)
杭州
 四川航空 (CSC)
成都、西安
 中華航空 (CAL) 【天合聯盟】
臺北、高雄、臺南
 臺灣虎航 (TTW) ▲
臺北、高雄
 澳門航空 (AMU)
澳門

#### 東南亞
菲律賓航空 (PAL)
馬尼拉、宿霧、臺北
 宿霧太平洋航空 (CEB) ▲【價值聯盟】
馬尼拉
 嘉魯達印尼航空 (GIA) 【天合聯盟】
雅加達、丹帕沙
 越南航空 (HVN) 【天合聯盟】
河內、胡志明市、峴港
 新加坡航空 (SIA) 【星空聯盟】
新加坡
 酷航 (TGW) ▲【價值聯盟】
新加坡、曼谷-廊曼、臺北、
檀香山（2019年5月30日停辦）

#### 中東
阿聯酋航空 (UAE)
迪拜

#### 歐洲
法國航空 (AFR) 【天合聯盟】
巴黎-夏爾·戴高樂
 荷蘭皇家航空 (KLM) 【天合聯盟】
阿姆斯特丹

#### 大洋洲
澳洲航空 (QFA) 【寰宇一家】
悉尼
 捷星航空 (JST) ▲
凱恩斯
 喀里多尼亞航空 (ACI)
努美阿

### 第二航廈
第二航廈是低成本航空公司的航廈。
 樂桃航空 (APJ) ▲
首爾-仁川、釜山、臺北、高雄、上海-浦东、香港
 濟州航空 (JJA) ▲【價值聯盟】
首爾-仁川、首爾-金浦、釜山、濟州、務安、關島
 春秋航空 (CQH) ▲
上海-浦东、大连、广州、武汉、重庆、西安、天津、洛阳北郊、扬州-泰州

## 貨運

#### 亞洲
日本貨物航空 (NCA)
東京-成田、首爾-仁川、新加坡
 全日空貨運 (ANA)
那霸、北九州、上海-浦东、青岛、香港
 大韓航空貨運 (KAL) 【天合貨運聯盟】
首爾-仁川
 韓亞航空貨運 (AAR)
首爾-仁川
 中国国际货运航空 (CAO)
上海-浦东、北京-首都
 中国货运航空 (CKK)【天合貨運聯盟】
上海-浦东
 中国货运邮政航空 (CYZ)
上海-浦东
 友和道通航空 (UTP)
深圳
 金鹏航空 (YZR)
上海-浦东、青岛
 顺丰航空 (CSS)
上海-浦东、青岛
 中華航空貨運 (CAL) 【天合貨運聯盟】
臺北、洛杉磯、紐約、芝加哥、安克雷奇
 長榮航空貨運 (EVA)
臺北、安克雷奇、亞特蘭大
 國泰航空貨運 (CPA)
香港、首爾-仁川
 香港華民航空 (AHK)
香港
 香港航空貨運 (CRK)
香港
 絲綢之路航空 (AZQ)
巴庫

#### 歐洲
漢莎貨運航空 (GEC)
法蘭克福、莫斯科-多莫傑多沃
 意大利盧森堡貨運 (CLX)
米蘭

#### 美洲
聯合包裹服務航空 (UPS)
東京-成田、上海-浦东、深圳、安克雷奇
 聯邦快遞航空 (FDX)
東京-成田、首爾-仁川、上海-浦东、
北京-首都、深圳、广州、臺北、香港、
新加坡、曼谷-蘇萬那普、雅加達、檳城、
安克雷奇、洛杉磯、孟菲斯、
印第安納波利斯、奧克蘭、紐約-紐瓦克、
巴黎-夏爾·戴高樂、法蘭克福